# Van Helyed Alapítvány
A Van Helyed a Közös Jövőnkért Alapítvány egy hátrányos helyzetű gyerekek oktatásával, felzárkóztatásával és integrációjával foglalkozó Ózdon működő szervezet, amely 2011 óta működik. Az alapítvány vezetője Bódis Kriszta dokumentumfilmes, pszichológus, író.

## Története
Bódis Kriszta az Alapítvány vezetője író, dokumentumfilmes és pszichológus. Művészként és szociálpszichológusként is a társadalmi problémák kezelésével foglalkozik. 1998-tól végzett tevékenységének eredménye egy bővíthető/adaptálható szolgáltatási rendszer, amit Alkotásközpontú szociális és integrációs modellnek nevezett el. Ez a modell nem íróasztal mellett született, hanem Settlement módon– az ózdi Hétes telepre beköltözve – végzett munka eredménye.

### Hétes telep (1998–2013)
Hétes, Borsod megyében, Ózdon található romatelep hiányos infrastrukturális és komfortszolgáltatásokkal.
A modellprogram a helyi viszonyok, a helyi kultúra részt vevő megfigyeléséből és a helyiekkel kialakított bizalmi partnerségből fejlődött ki. Bódis Kriszta önkéntes aktivistaként telepieket és civileket mozgósított az országosan is jellemző problémák kezelésére. Az első években közel száz család kilakoltatását akadályozták meg, állami adósságkezelő programot dolgoztak ki, telep-rehabilitációs beavatkozásokat kezdeményeztek, adományokat gyűjtöttek és osztottak a rászoruló családoknak, alkotótábort szerveztek a Hétes-telepen belül, hogy értékteremtő közösséget kovácsoljanak. Bódis Kriszta az önkéntes munka sikereire alapozva 2011-ben életre hívta a Van Helyed Alapítványt.
A Hétes telepi munka Settlement, komplex módon folytatódott, aminek keretén belül több, a helyi lakosokat érintő problémát oldott meg sikeresen; jogi esetkezelés, közösségépítés, orvosi és higiéniai esetkezelés, oktatási és képességfejlesztő projektek és a mikrohitel-program útján.

### 2014-től
Az Alapítvány a Van Helyed programjaiba továbbra is bevonja a Hétes telepi családokat, de Settlement munkáját nem folytatja. Munkájának fő fókusza a Van Helyed Oktatási Rendszer kiépítése, amely az ózdi szegregátumokból érkező gyerekek felzárkózását, integrációját célozza alternatív pedagógiai módszerek illetve az egész családra, közösségre kiterjedő szociális esetkezelés segítségével.

## Módszertan

### Az Alkotásközpontú Módszer
A Van Helyed Alapítvány a marginális csoportok integrációjában és felemelkedésében, eszközként használja az alkotást. A 2013-ig zajló Settlement Hétesi program alapvető újítása volt az alkotásközpontú módszer. A telepi munka a szükséglethierarchia legmagasabb lépcsőinek bevételével kezdődött. Később a helyi viszonyok ismeretében az alkotás igényét megőrizve építette fel a telep többszintű fejlesztését szolgáló komplex projektjét.
A alkotásközpontú módszerek lényege az alkotással kapcsolatos szemléletváltásból következik: az alkotás joga általános emberi jog, amelynek lehetőségét mindenki számára biztosítani kell.
Az alkotás élménye olyan megerősítő, pozitív élmény lehet, amely egyszerre fejleszti az egyén autonómiáját és a közösséghez való tartozást. Az oktatási programokon belül alkotásközpontú tananyagfejlesztés zajlik. Ez a műveltségre alapozott, alkotásközpontú foglalkozások kidolgozását és alkalmazását jelenti.
"Átadod a fényképezőgépet, vagy a kamerát a másik embernek, és támogató bátorításoddal alkotó helyzetbe hozod. Aki pedig alkot, az értéket teremt. Ráeszmél saját értékeire és érzékennyé válik a másokéra. Felszabadul és kiszabadul. Kirajzolódik az én szabadsága. Alkotó helyzetek teremtése oldja a feszültségeket, felszabadítja a kreatív gondolkodást. Ez a tapasztalat segít abban, hogy az én teremtő energiákkal töltődve térjen vissza determinációi közé."

## A Van Helyed Rendszer
A Van Helyed Rendszer olyan mintaprojekt-tervezet, amely a leszakadó rétegek, és elsősorban a legnagyobb etnikai kisebbség, a romák társadalmi felemelkedését szeretné elősegíteni. A Van Helyed Rendszer oktatás fókuszú modell, amelyben hosszútávon, a gyermek fejlődési ciklusa mentén, magzati kortól az egyetemig, a család és közösség bevonásával, szolgáltatásokat és projekteket épít egymásra, annak érdekében, hogy megbontsuk a szegénység újratermelődésének reprodukciós köreit.
A Van Helyed Rendszer egy nagy biztonságot adó híd. A Híd “Pillérei” a Rendszer nyújtotta szolgáltatások, programok. Ezek a programok a megismert problémákra és hiányokra reagálnak. Támasztékot adnak a családnak és a közösségnek, miközben a gyermekek fejlődési ciklusai során fellépő igényeket és szükségleteket maximálisan kielégítik.

### A Van Helyed Stúdió
A 2014 és 2019 között jelenleg is működő szolgáltatás a Velux Foundation alap- és több társfinanszírozó támogatásával megvalósuló oktatási egység, amely a Van Helyed Rendszer azon pillére, amely az alapfokú oktatási intézmények mellett szeretne egy olyan oktatási és közösségi környezetet biztosítani, amelynek segítségével az odajáró hátrányos helyzetű gyerekek lehetőséget kapnak a minőségi intézményekben, lehetőleg gimnáziumban, való továbbtanulásra. Az Ózdon működő intézmény alternatív, közösségépítő, gyermek- és alkotásközpontú pedagógiával dolgozik a városi szegregátumok iskoláinak diákjaival. A Stúdió kapacitása 70 fő, célja pedig a tehetséggondozás és a hátránykezelés, valamint felkészítés a sikeres továbbtanulásra.